# Max Kruse (football)
Pour les articles homonymes, voir Max Kruse et Kruse (homonymie).
Max Kruse, de son nom complet Max Bennet Kruse, né le 19 mars 1988 à Reinbek, est un footballeur international allemand évoluant au poste d'attaquant.

## Biographie

### Formation et débuts
Max Kruse débute rapidement le football durant son enfance, rejoignant en 1992 le TSV Reinbek puis en 1998 le club amateur de Vier-und Marschlande, en compagnie notamment de Martin Harnik. Il y passe sept ans à se former au football. En janvier 2006, il est repéré par le Werder Brême où il commence sa carrière avec l'équipe B.

### Carrière professionnelle

#### FC St. Pauli (2009-2012)
Sélectionné plusieurs fois dans le groupe professionnel par Thomas Schaaf, il fait ses grands débuts en septembre 2007 face à l'Arminia Bielefeld, remplaçant Jurica Vranješ à la 63e minute de jeu. Ce match sera le seul joué avec l'équipe première du Werder par le jeune allemand. En mai 2009, il signe un contrat de deux ans avec le FC St. Pauli. Il se révèle pendant la saison 2011-2012, sa dernière avec le club, en inscrivant 13 buts et fournissant 6 passes, ce qui permet au Sankt de finir 6e du championnat, manquant les barrages à la différence de buts.

#### Fribourg (2012-2013)
Ses performances pour le Sankt Pauli ne passent pas inaperçues et Kruse rejoint le SC Fribourg à l'été 2012. Il marque lors de son premier match en DFB Pokal en août 2012, et délivre également une passe décisive. Pour ses débuts à domicile, il marque de nouveau face à Mayence (1-1). Il produit une performance époustouflante lors de la 3e journée de championnat lors de la victoire de Fribourg 5-3 face à Hoffenheim, marquant le but de l'égalisation et délivrant deux passes. Kruse se montre à nouveau décisif durant une victoire surprise contre Schalke puis face à son club formateur du Werder Brême, première victoire à l'extérieur contre les Bremois depuis 11 ans. En mars 2013, il réalise un doublé face au Borussia Mönchengladbach et offre la victoire aux siens (2-0). Pendant son avant-dernier match pour Fribourg, il est nommé "Homme du match" après avoir marqué le but gagnant face au relégué Greuther Fürth, permettant une qualification du club en Ligue Europa. Kruse finit la saison avec 11 buts en matches de 34 matches.
Le 2 juin 2013, il connaît sa première sélection avec l'équipe nationale d'Allemagne, lors d'un match amical contre les États-Unis et il y inscrit son premier but, malgré la défaite 4 - 3 de la Mannschaft.

#### Mönchengladbach (2013-2015)
En avril 2013, son transfert au Borussia Mönchengladbach, est officialisé. Il fait ses débuts lors de la surprenante défaite du Borussia contre le pensionnaire de troisième division allemande Darlstadt. Il ouvre son compteur en août 2013 en championnat face à Hanovre. Il s'acclimate rapidement au club, marquant à douze reprises en championnat et délivrant autant de passes décisifs. Durant la saison 2014-2015, il forme avec Raffael un duo d'attaque qui portera Mönchengladbach à la troisième place du championnat. Après sa première belle saison avec Mönchengladbach, Kruse est pré-sélectionné pour la Coupe du monde 2014 au Brésil mais ne sera finalement pas de l'aventure qui verra les Allemands remporter le Mondial.
Kruse réalise une bonne saison 2014-2015 avec treize buts toutes compétitions confondues et neuf passes, faisant ainsi partie des meilleurs passeurs du championnat. Ses buts et de passes cumulés font de lui le joueur le plus impliqué dans les buts du Borussia depuis son arrivée. En juin 2015, lors des éliminatoires de l'Euro 2016, Kruse réalise un doublé et délivre une passe décisive contre Gibraltar (7-0).

#### Wolfsburg (2015-2016)
En mai 2015, il est transféré à Wolfsburg pour la saison prochaine.
Kruse joue son premier match pour les Loups à l'occasion de la Supercoupe d'Allemagne contre le Bayern Munich en remplaçant Ivan Perisic en seconde période. Wolfsburg remporte la rencontre à l'issue des tirs au but, où Kruse transforme son penalty, et remporte ainsi d'emblée son premier titre. Le 8 août 2015, il marque son premier but pour Wolfsburg en Coupe d'Allemagne. Le 17 octobre, l'attaquant ouvre son compteur en championnat en inscrivant un triplé face à Hoffenheim. Kruse découvre la Ligue des champions où il marque à deux reprises en neuf rencontres. En mars 2016, il est mis à l'écart de la sélection allemande après avoir fêté son anniversaire en boîte, Joachim Löw expliquant vouloir « des joueurs qui se concentrent sur le football et l'Euro, y compris entre les rencontres ».

#### Retour au Werder Brême (2016-2019)
Le 2 août 2016, Kruse s'engage au Werder Brême, son club formateur avec lequel il a commencé sa carrière.
Kruse échoit du numéro dix et beaucoup d'attentes sont placées en lui. Le 20 novembre 2016, il joue son premier match pour le Werder. Kruse attend le 3 décembre 2016 pour inscrire son premier but durant une victoire 2-1 contre le FC Ingolstadt. Il entame l'année 2017 en inscrivant l'unique but de son équipe lors d'une défaite contre le Bayern Munich (1-2). Le Werder enchaine peu à peu les victoires et s'éloigne de la zone de relégation. Début mars, Kruse marque un doublé contre Augsbourg. En avril, la forme de l'allemand porte l'attaque bremoise avec sept buts à son compteur. Le 22 avril, Kruse réalise un quadruplé à Ingolstadt durant la seconde période et offre à lui tout seul la victoire aux siens.
En fin de contrat, il quitte le club à l'issue de la saison 2018-2019.

#### Fenerbahçe SK (2019-2020)
Kruse signe au Fenerbahçe SK le 28 juin 2019 un contrat de trois ans.
Porteur du numéro dix, Kruse découvre la Süper Lig le 19 août 2019 contre le Gazişehir Gaziantep FK et délivre d'emblée une passe décisive lors d'un large succès 5-0. L'Allemand se montre rapidement à l'aise dans le jeu du Fenerbahçe et distribue quatre passes en cinq journées. Il se blesse cependant à l'aine au mois d'octobre. Kruse revient à la compétition le 30 novembre, titulaire lors d'un nul 2-2 au Göztepe SK. Il est auteur de vingt-six tirs lors de ses huit premiers matchs de championnat sans trouver le but, un record dans ce domaine. L'attaquant inscrit son premier but en Turquie le 6 décembre à l'occasion d'une victoire 5-2 contre le Gençlerbirliği SK.
Le 18 juin 2020, alors que le championnat vient de reprendre après son interruption dû au Covid-19, Fenerbahçe annonce dans un communiqué que Kruse a rompu son contrat de manière unilatérale. Le club, qui qualifie l'action du joueur d'« injuste et sans fondement », souhaite porter l'affaire à la cour des sports,. Kruse quitte la Turquie avec un bilan mitigé de sept buts et autant de passes en vingt-trois matchs.

#### Union Berlin (2020-2022)
Le 6 août 2020, Kruse s'engage pour une saison à l'Union Berlin, retrouvant la Bundesliga.
Le numéro dix joue son premier match le 19 septembre en entrant en jeu contre Augsbourg en championnat. Kruse inscrit son premier but pour l'Union le 2 octobre en ouvrant le score lors d'un succès 4-0 aux dépens de Mayence.

### Activités extra-sportives
Kruse est un joueur de poker assidu, participant à de nombreux tournois. En octobre 2015, il se fait remarquer en oubliant une somme de 75 000 euros à l'arrière d'un taxi. Il porte plainte auprès de la police mais l'argent n'est pas retrouvé. Au mois de mars 2016, Kruse reçoit une amende de 25 000 euros par son club de Wolfsburg pour avoir participé à un tournoi au lendemain d'une rencontre où il a d'ailleurs inscrit un triplé.

## Vie privée
En 2011, l'année de ses 23 ans, Max Kruse devient le père d'un garçon nommé Lauro. Il est depuis séparé de sa compagne qui vit avec leur fils aux États-Unis ; Kruse lui rendant visite le plus souvent possible.
En juillet 2021, alors qu'il participe aux Jeux olympiques de Tokyo, il demande en mariage sa compagne Dilara en pleine interview avec la chaîne ARD après un match face à l'Arabie saoudite ; cette dernière acceptant sa demande. Le couple se marie au mois de décembre de la même année. Fin 2023, sa femme participe à l'émission de télé-réalité allemande Promi Big Brother. L'année suivante, pour la saison 12, c'est lui qui est candidat de Promi Big Brother. Il est éliminé le 16e jour, la veille de la finale, comme sa femme en 2023.

## Statistiques

### Statistiques détaillées
| Saison                | Club                     | Championnat           | Championnat | Championnat | Championnat | Coupe(s) nationale(s) | Coupe(s) nationale(s) | Coupe(s) nationale(s) | Supercoupe | Supercoupe | Supercoupe | Compétition(s) continentale(s) | Compétition(s) continentale(s) | Compétition(s) continentale(s) | Compétition(s) continentale(s) | Allemagne | Allemagne | Allemagne | Total | Total | Total |
| Saison                | Club                     | Division              | M.          | B.          | P.d.        | M.                    | B.                    | P.d.                  | M.         | B.         | P.d.       | Comp.                          | M.                             | B.                             | P.d.                           | M.        | B.        | P.d.      | M.    | B.    | P.d.  |
| 2007-2008             | Werder Brême             | Bundesliga            | 1           | 0           | 1           | -                     | -                     | -                     | -          | -          | -          | -                              | -                              | -                              | -                              | -         | -         | -         | 1     | 0     | 1     |
| Sous-total            | Sous-total               | Sous-total            | 1           | 0           | 1           | -                     | -                     | -                     | -          | -          | -          | -                              | -                              | -                              | -                              | -         | -         | -         | 1     | 0     | 1     |
| 2009-2010             | FC St. Pauli             | 2. Bundesliga         | 29          | 7           | 4           | 2                     | 0                     | 0                     | -          | -          | -          | -                              | -                              | -                              | -                              | -         | -         | -         | 31    | 7     | 4     |
| 2010-2011             | FC St. Pauli             | Bundesliga            | 33          | 2           | 5           | 1                     | 0                     | 0                     | -          | -          | -          | -                              | -                              | -                              | -                              | -         | -         | -         | 34    | 2     | 5     |
| 2011-2012             | FC St. Pauli             | 2. Bundesliga         | 34          | 13          | 6           | 1                     | 0                     | 0                     | -          | -          | -          | -                              | -                              | -                              | -                              | -         | -         | -         | 35    | 13    | 6     |
| Sous-total            | Sous-total               | Sous-total            | 96          | 22          | 15          | 4                     | 0                     | 0                     | -          | -          | -          | -                              | -                              | -                              | -                              | -         | -         | -         | 100   | 22    | 15    |
| 2012-2013             | SC Fribourg              | Bundesliga            | 34          | 11          | 8           | 5                     | 1                     | 2                     | -          | -          | -          | -                              | -                              | -                              | -                              | 2         | 1         | 2         | 41    | 13    | 12    |
| Sous-total            | Sous-total               | Sous-total            | 34          | 11          | 8           | 5                     | 1                     | 2                     | -          | -          | -          | -                              | -                              | -                              | -                              | 2         | 1         | 2         | 41    | 13    | 12    |
| 2013-2014             | Borussia Mönchengladbach | Bundesliga            | 34          | 12          | 9           | 1                     | 0                     | 0                     | -          | -          | -          | -                              | -                              | -                              | -                              | 4         | 0         | 1         | 39    | 12    | 10    |
| 2014-2015             | Borussia Mönchengladbach | Bundesliga            | 32          | 11          | 9           | 3                     | 2                     | 1                     | -          | -          | -          | C3                             | 7                              | 0                              | 1                              | 7         | 2         | 4         | 49    | 15    | 15    |
| Sous-total            | Sous-total               | Sous-total            | 66          | 23          | 18          | 4                     | 2                     | 1                     | -          | -          | -          | -                              | 7                              | 0                              | 1                              | 11        | 2         | 5         | 88    | 27    | 25    |
| 2015-2016             | VfL Wolfsburg            | Bundesliga            | 32          | 6           | 6           | 1                     | 1                     | 2                     | 1          | 0          | 0          | C1                             | 9                              | 2                              | 2                              | 1         | 1         | 0         | 44    | 10    | 10    |
| Sous-total            | Sous-total               | Sous-total            | 32          | 6           | 6           | 1                     | 1                     | 2                     | 1          | 0          | 0          | -                              | 9                              | 2                              | 2                              | 1         | 1         | 0         | 44    | 10    | 10    |
| 2016-2017             | Werder Brême             | Bundesliga            | 23          | 15          | 7           | 1                     | 0                     | 0                     | -          | -          | -          | -                              | -                              | -                              | -                              | -         | -         | -         | 24    | 15    | 7     |
| 2017-2018             | Werder Brême             | Bundesliga            | 29          | 6           | 6           | 4                     | 2                     | 1                     | -          | -          | -          | -                              | -                              | -                              | -                              | -         | -         | -         | 33    | 8     | 7     |
| 2018-2019             | Werder Brême             | Bundesliga            | 32          | 11          | 9           | 4                     | 1                     | 4                     | -          | -          | -          | -                              | -                              | -                              | -                              | -         | -         | -         | 36    | 12    | 13    |
| Sous-total            | Sous-total               | Sous-total            | 84          | 32          | 22          | 9                     | 3                     | 5                     | -          | -          | -          | -                              | -                              | -                              | -                              | -         | -         | -         | 93    | 35    | 27    |
| 2019-2020             | Fenerbahçe SK            | Süper Lig             | 20          | 7           | 6           | 3                     | 0                     | 1                     | -          | -          | -          | -                              | -                              | -                              | -                              | -         | -         | -         | 23    | 7     | 7     |
| Sous-total            | Sous-total               | Sous-total            | 20          | 7           | 6           | 3                     | 0                     | 1                     | -          | -          | -          | -                              | -                              | -                              | -                              | -         | -         | -         | 23    | 7     | 7     |
| 2020-2021             | Union Berlin             | Bundesliga            | 22          | 11          | 5           | 0                     | 0                     | 0                     | -          | -          | -          | -                              | -                              | -                              | -                              | -         | -         | -         | 22    | 11    | 5     |
| 2021-2022             | Union Berlin             | Bundesliga            | 15          | 5           | 4           | 2                     | 1                     | 0                     | -          | -          | -          | C4                             | 5                              | 2                              | 1                              | -         | -         | -         | 22    | 8     | 5     |
| Sous-total            | Sous-total               | Sous-total            | 37          | 16          | 9           | 2                     | 1                     | 0                     | 0          | 0          | 0          | -                              | 5                              | 2                              | 1                              | 0         | 0         | 0         | 44    | 19    | 10    |
| 2021-2022             | VfL Wolfsburg            | Bundesliga            | 14          | 7           | 1           | -                     | -                     | -                     | -          | -          | -          | -                              | -                              | -                              | 1                              | -         | -         | -         | 14    | 7     | 2     |
| 2022-2023             | VfL Wolfsburg            | Bundesliga            | 5           | 0           | 0           | -                     | -                     | -                     | -          | -          | -          | -                              | -                              | -                              | 1                              | -         | -         | -         | 5     | 0     | 1     |
| Sous-total            | Sous-total               | Sous-total            | 19          | 7           | 1           | 0                     | 0                     | 0                     | 0          | 0          | 0          | -                              | 0                              | 0                              | 0                              | 0         | 0         | 0         | 19    | 7     | 1     |
| 2023-2024             | SC Paderborn             | 2. Bundesliga         | 5           | 0           | 1           | -                     | -                     | -                     | -          | -          | -          | -                              | -                              | -                              | -                              | -         | -         | -         | 5     | 0     | 1     |
| Sous-total            | Sous-total               | Sous-total            | 5           | 0           | 1           | 0                     | 0                     | 0                     | 0          | 0          | 0          | -                              | 0                              | 0                              | 0                              | 0         | 0         | 0         | 5     | 0     | 1     |
| Total sur la carrière | Total sur la carrière    | Total sur la carrière | 394         | 124         | 87          | 28                    | 8                     | 11                    | 1          | 0          | 0          | -                              | 21                             | 4                              | 4                              | 14        | 4         | 7         | 458   | 140   | 109   |

### Buts internationaux
| Buts internationaux de Max Kruse | Buts internationaux de Max Kruse | Buts internationaux de Max Kruse | Buts internationaux de Max Kruse               | Buts internationaux de Max Kruse | Buts internationaux de Max Kruse | Buts internationaux de Max Kruse | Buts internationaux de Max Kruse |
| 0                                | Date                             | Sélection                        | Lieu                                           | Adversaire                       | Score                            | Résultats                        | Compétitions                     |
| -------------------------------- | -------------------------------- | -------------------------------- | ---------------------------------------------- | -------------------------------- | -------------------------------- | -------------------------------- | -------------------------------- |
| 1                                | 2 juin 2013                      | 1                                | Robert F. Kennedy Memorial Stadium, États-Unis | États-Unis                       | 4-2                              | 4-3                              | Match amical                     |
| 2                                | 13 juin 2015                     | 13                               | Stade de l'Algarve, Portugal                   | Gibraltar                        | 0-2                              | 0-7                              | Éliminatoires Euro 2016          |
| 3                                | 13 juin 2015                     | 13                               | Stade de l'Algarve, Portugal                   | Gibraltar                        | 0-7                              | 0-7                              | Éliminatoires Euro 2016          |
| 4                                | 11 octobre 2015                  | 14                               | Red Bull Arena, Allemagne                      | Géorgie                          | 2-1                              | 2-1                              | Éliminatoires Euro 2016          |

## Palmarès
VfL Wolfsburg
- Supercoupe d'Allemagne
  - Vainqueur en 2015